# Coppa di Lega Italo-Inglese 1971
La Coppa di Lega Italo-Inglese 1971 fu la 3ª edizione dell'omonima competizione. Venne vinta dal Tottenham.

## Avvenimenti
L'edizione del 1971 della Coppa di Lega Italo-Inglese fu giocata dal Torino, che il 27 giugno 1971 vinse lo spareggio col Milan e si aggiudicò la ventiquattresima edizione della Coppa Italia, e dal Tottenham, che il 27 febbraio 1971 si era aggiudicato la Coppa di Lega inglese battendo l'Aston Villa.
Furono disputate 2 partite, vinte entrambe dai londinesi del Tottenham, la prima per 1-0 allo Stadio Comunale di Torino, la seconda per 2-0 al White Hart Lane.

## Stadio di Torino
| Torino 1º settembre 1971                      | Torino    | 0 – 1 referto | Tottenham | Comunale |
| \| \| \| \| \| \| Marcatori \| 59’ Chivers \| |           |               |           |          |
|                                               |           |               |           |          |
|                                               | Marcatori | 59’ Chivers   |           |          |

## Stadio di Londra
| Londra 22 settembre 1971                                  | Tottenham | 2 – 0 referto | Torino | White Hart Lane |
| \| \| \| \| \| Chivers 25’ Gilzean 75’ \| Marcatori \| \| |           |               |        |                 |
|                                                           |           |               |        |                 |
| Chivers 25’ Gilzean 75’                                   | Marcatori |               |        |                 |

| Tottenham | Torino |

|                |    |                |  |
|                |    |                |  |
|                | 1  | Pat Jennings   |  |
|                | 2  | Joe Kinnear    |  |
|                | 3  | Cyril Knowles  |  |
|                | 4  | Alan Mullery   |  |
|                | 5  | Mike England   |  |
|                | 6  | Phil Beal      |  |
|                | 7  | Alan Gilzean   |  |
|                | 8  | Steve Perryman |  |
|                | 9  | Martin Chivers |  |
|                | 10 | Martin Peters  |  |
|                | 11 | Ralph Coates   |  |
|                |    |                |  |
|                |    |                |  |
|                |    |                |  |
| Allenatore:    |    |                |  |
| Bill Nicholson |    |                |  |

|                  |    |                    |  |    |
|                  |    |                    |  |    |
|                  | 1  | Luciano Castellini |  |    |
|                  | 2  | Marino Lombardo    |  |    |
|                  | 3  | Natalino Fossati   |  |    |
|                  | 4  | Luciano Zecchini   |  |    |
|                  | 5  | Angelo Cereser     |  |    |
|                  | 6  | Aldo Agroppi       |  |    |
|                  | 7  | Sandro Crivelli    |  | ?’ |
|                  | 8  | Giorgio Ferrini    |  |    |
|                  | 9  | Gianni Bui         |  | ?’ |
|                  | 10 | Claudio Sala       |  |    |
|                  | 11 | Giovanni Toschi    |  |    |
| Sostituzioni:    |    |                    |  |    |
|                  | 14 | Livio Luppi        |  | ?’ |
|                  | 15 | Paolo Pulici       |  | ?’ |
| Allenatore:      |    |                    |  |    |
| Gustavo Giagnoni |    |                    |  |    |